# Athlītikī Enōsis Kōnstantinoupoleōs (calcio femminile)
L'Athlītikī Enōsis Kōnstantinoupoleōs (in greco Αθλητική Ένωσις Κωνσταντινουπόλεως?, Unione sportiva di Costantinopoli), internazionalmente conosciuta come AEK o, impropriamente, in Italia noto anche come AEK Atene, è una squadra di calcio femminile greca, sezione dell'omonima società polisportiva della città di Atene, con sede nel sobborgo di Nea Filadelfia. Milita nella Alpha Ethniki, la massima serie del campionato greco femminile di calcio, della quale ha vinto l'edizione 2024-2025.

## Storia
Nel luglio 2021 la dirigenza dell'AEK, già attiva in diverse discipline sportive con squadre interamente femminili, decise di istituire una nuova sezione calcistica da affiancare alle altre squadre della polisportiva ateniese, iscrivendo dalla stagione 2021-2022 una squadra di calcio femminile al campionato nazionale di categoria.
Già dalla prima stagione la squadra, iscritta al campionato di terzo livello, grazie ad un organico costruito per salire velocemente di categoria si dimostra molto competitiva terminando il proprio girone da imbattuta. Tra le artefici del successo l'attaccante della nazionale greca Vasiliki Moskofidou, che chiude il campionato con 26 reti siglate su 8 presenze. Al termine della stagione Christos Christopoulos, che assume l'incarico di direttore tecnico, cede il posto di allenatore a Nikos Gkalitsios
Anche in 2ª divisione la squadra si dimostra superiore alle avversarie, concludendo nuovamente il proprio girone del campionato 2022-2023 da imbattuta facendo il secondo consecutivo salto di categoria. In quella stagione l'AEK chiude con la miglior difesa del campionato, subendo solo due reti, vincendo anche la classifica dei marcatori con Eirini Vasilakopoulou e Antonia Nika, con 15 gol ciascuna.
Con la promozione in Alpha Ethniki la società decide di investire in una campagna acquisti importante, finalizzata ad adeguare il proprio organico al livello della massima divisione. Vengono acquistate diverse calciatrici che vestono la maglia delle loro nazionali tra le quali le greche Panagiota Chatzicharistou, Maria Kapnisi e Despoina Chatzīnikolaou assieme alle colombiane Tatiana Vera, in arrivo dal Parquesol, Vennus Pineda da La Equidad e Yulie Lopez dell'América de Cali. Il 17 dicembre 2023, dopo un pareggio per 1-1 contro il Trikala, Gkalitsios ha rescisso il contratto venendo sostituito da Nikos Kotsovos.
La stagione 2023-2024 si conclude positivamente; al suo primo campionato di Alpha Ethniki l'AEK si è classificata al 6º posto con 9 vittorie, 9 pareggi e 8 sconfitte, mentre migliore è il percorso in Coppa di Grecia 2024, nella quale, alla loro prima apparizione nel torneo, raggiunge la finale poi persa solo ai rigori con le detentrici del PAOK.
La successiva stagione è quella della consacrazione, riuscendo ad ottenere il primo double campionato-Coppa, lasciandosi alle spalle il Panathīnaïkos in Alpha Ethniki, qualificandosi quindi per l'edizione 2025-2026 della UEFA Women's Champions League, e battendo per 2-0 le rivali cittadine nella finale di Coppa 2025.

## Palmarès
- Campionato greco: 1

2024-2025
- Coppa di Grecia femminile: 1

2025

## Organico

### Rosa 2024-2025
Rosa, ruoli e numeri di maglia come da sito ufficiale, aggiornati al 27 maggio 2025.
| N. |                   | Ruolo | Calciatrice              |
| -- | ----------------- | ----- | ------------------------ |
| 1  | Grecia (bandiera) | P     | Dimitra Giannakouli      |
| 2  | Grecia (bandiera) | D     | Eirini Nefrou            |
| 3  | Grecia (bandiera) | C     | Sofia Zagkli             |
| 4  | Grecia (bandiera) | D     | Georgia Pavlopoulou      |
| 5  | Grecia (bandiera) | D     | Maria Kapnisi (capitano) |
| 6  | Grecia (bandiera) | D     | Tatiana Geōrgiou         |
| 7  | Cipro (bandiera)  | C     | Maria Panagiotou         |
| 8  | Grecia (bandiera) | C     | Eleni Stefatou           |
| 9  | Grecia (bandiera) | A     | Despoina Chatzīnikolaou  |
| 10 | Grecia (bandiera) | A     | Sofia Kongoulī           |
| 11 | Grecia (bandiera) | D     | Stefania Stergiouli      |

| N. |                     | Ruolo | Calciatrice           |
| -- | ------------------- | ----- | --------------------- |
| 12 | Grecia (bandiera)   | A     | Nagia Veniamin        |
| 13 | Colombia (bandiera) | C     | Maireth Pérez         |
| 14 | Grecia (bandiera)   | D     | Eleni Tselenti        |
| 15 | Albania (bandiera)  | P     | Aleksandra Kocibelli  |
| 16 | Messico (bandiera)  | D     | Sofía Álvarez         |
| 17 | Grecia (bandiera)   | D     | Eleni Kakambouki      |
| 18 | Grecia (bandiera)   | C     | Pigi Lompotesi        |
| 19 | Cipro (bandiera)    | A     | Antri Violari         |
| 20 | Grecia (bandiera)   | C     | Voula Tzoutzouraki    |
| 23 | Grecia (bandiera)   | A     | Marianthi Ropoki      |
| 27 | Grecia (bandiera)   | P     | Drosoula Lampropoulou |